# Mowgli: Legend of the Jungle
Mowgli: Legend of the Jungle (bra: Mogli: Entre Dois Mundos, ou Mogli - Entre Dois Mundos; prt: Mogli) é um filme estadunidense de 2018, dos gêneros drama e aventura, dirigido por Andy Serkis, com roteiro de Callie Kloves baseado no romance O Livro da Selva, de Rudyard Kipling.
Originalmente produzido pela Warner Bros. visando a um lançamento nos cinemas, acabou lançado direto no serviço de streaming Netflix em 2018.

## Elenco
- Rohan Chand como Mogli.
- Matthew Rhys como John Lockwood
- Freida Pinto como Messua[5]
- Andy Serkis como Balu
- Benedict Cumberbatch como Shere Khan
- Christian Bale como Bagheera[6]
- Cate Blanchett como Kaa
- Jack Reynor como Irmão Lobo
- Tom Hollander como Tabaqui
- Peter Mullan como Akela
- Naomie Harris como Nisha
- Eddie Marsan como Vihaan